# Helichrysum oxyphyllum
Helichrysum oxyphyllum là một loài thực vật có hoa trong họ Cúc. Loài này được DC. mô tả khoa học đầu tiên năm 1838.